# Mount Crawford, South Australia
Mount Crawford är en ort i Australien. Den ligger i kommunen Barossa och delstaten South Australia, omkring 43 kilometer nordost om delstatshuvudstaden Adelaide. Antalet invånare är 358.
Närmaste större samhälle är Gawler, omkring 20 kilometer väster om Mount Crawford. 
Trakten runt Mount Crawford består till största delen av jordbruksmark. Runt Mount Crawford är det mycket glesbefolkat, med 3 invånare per kvadratkilometer. Genomsnittlig årsnederbörd är 419 millimeter. Den regnigaste månaden är juli, med i genomsnitt 68 mm nederbörd, och den torraste är december, med 8 mm nederbörd.